# Glypta zomariae
Glypta zomariae là một loài tò vò trong họ Ichneumonidae.